# Ephies nigrosericea
Ephies nigrosericea är en skalbaggsart som beskrevs av Hayashi 1977. Ephies nigrosericea ingår i släktet Ephies och familjen långhorningar. Inga underarter finns listade i Catalogue of Life.